# 長野バスターミナル
長野バスターミナル（ながのバスターミナル）は、長野県長野市中御所岡田町にあるバス停留所。また、これに隣接する長野ターミナル会館（旧 長野バスターミナル会館）を運営する第三セクター企業（株式会社長野バスターミナル）。
自動車ターミナル法に規定される一般バスターミナルであったが、同法にいう「道路の路面その他一般交通の用に供する場所を停留場所として使用するもの以外」ののりば（構内発着場）は既に廃止され、のりばはすべて周辺の道路上に設置されている（後述）。

## 概要

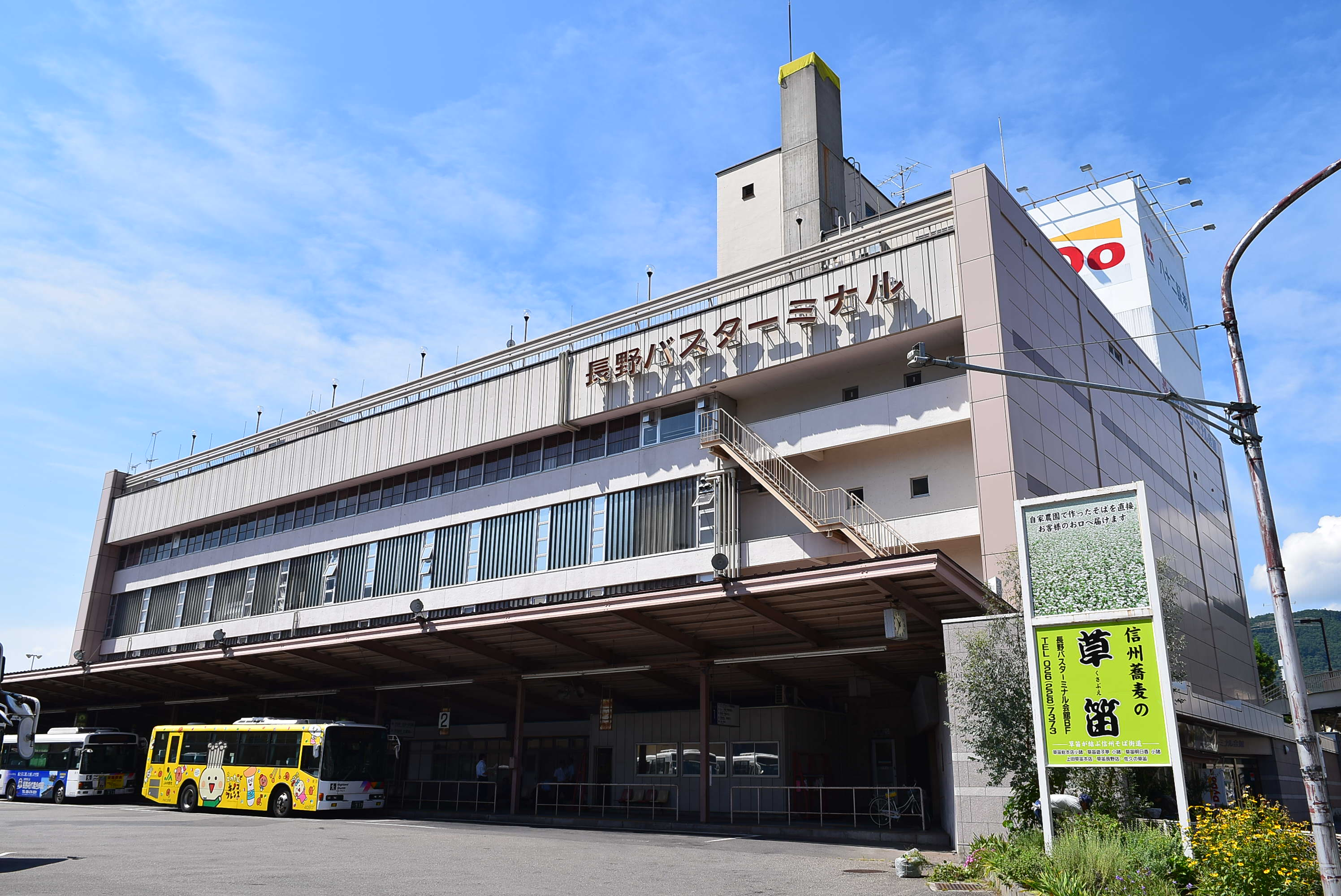
構内発着場が使用されていた頃の長野バスターミナルの外観（2017年）

運行会社ごとに分散していた市内バス路線の発着の集約を目的に、1967年（昭和42年）に開業。当初は1日平均529便が発着し（1969年度）、会館内にはスーパーマーケット（地元資本の「ニシナ」）も入居して賑わった。
しかし、当バスターミナルは長野駅から500mほど離れていることもあって、次第に長野駅善光寺口ロータリーに発着する路線が増加。当バスターミナルの発着便は、2018年（平成30年）度時点で1日平均158便にまで減少した。
こうした状況に加え、高速バス乗車券のネット購入が拡大したことで赤字が続いていることから、2020年（令和2年）中に構内発着場（1～5番のりば）と乗車券販売窓口を廃止した。なお、道路上ののりばと、運行各社にとって依然需要がある市街地における駐機場としての機能は、当面維持される予定である。
2021年4月頃、アルピコ交通のバスについて、停留所名称が長野ターミナルと案内されるようになったが、現地のバス停は長野バスターミナル表記のまま変更されていない乗り場がある。

## 沿革
- 1966年（昭和41年）4月21日 - 株式会社長野バスターミナル設立。
- 1967年（昭和42年）4月01日 - 長野県長野工業高等学校の移転跡に、長野バスターミナル供用開始[3]。
- 2012年（平成24年）
  - 10月13日 - FAX定期乗車券申込みサービスを廃止
  - 10月20日 - 長野市バスICカード「KURURU（くるる）」の取扱を開始。同時に路線バス回数券の取扱を終了
- 2020年（令和02年）
  - 09月30日 - この日の運行を最後に、構内発着場（1～5番のりば）を廃止[6]。これに先立ち長電バス単独運行2路線の乗り入れは8月31日を最後に廃止[7]
  - 11月30日 - 乗車券販売窓口を廃止
  - 12月01日 - 会館の名称を、「長野バスターミナル会館」から「長野ターミナル会館」に変更[8]

- 2021年（令和03年）
  - 4月中頃 - 「長野ターミナル」と案内されるようになる。
- 2022年（令和04年）05月20日 - 旧構内発着場でキッチンカー等を集めた「ターミナル横丁」が開催される[4]。その後、月に一度程度定期的に開催。
- 2023年（令和05年）04月01日 - 株式会社長野バスターミナルが、親会社で八十二銀行系の不動産管理会社である株式会社長栄に吸収合併される（予定）[9]。

## 長野ターミナル会館
貸会議場、オフィス（当会館に隣接して本店がある八十二銀行の関連会社が多い）、飲食店が入居する。
5階 - 事務所
- 株式会社長野バスターミナル

4階 - 貸会議室・展示会場
- 国際ホール（最大380名収容）
- 芙蓉・寿（最大120名収容）
- 羽衣（最大60名収容）
- パール（最大24名収容）
- ゆり・すずらん（最大12名収容）

3階 - オフィスフロア
- 昭和商事株式会社
- 株式会社長栄

2階 - オフィスフロア
- 八十二スタッフサービス株式会社
- 八十二信用保証株式会社
- やまびこ債権回収株式会社

1階 - オフィス・ショッピング・飲食フロア
- 長野県年金受給者協会連合会
- 長野県旅館ホテル組合会
- 長野県消防設備協会
- 清水建設株式会社
- 信州そば真田丸
- フラワーショップ「はなここち」
- らーめん・定食「頂」
- ターミナル売店

地下1階 - 閉鎖（旧飲食フロア）

### 立体駐車場
- 一般有料駐車場
  - パーク&ライド - 長野バスターミナルを経由する高速バス各線利用者は、24時間300円・72時間900円で駐車できる[10]。
  - タイムズカーシェア - 5台設置されている[11]。
- 月極駐車場

## バスのりば（長野ターミナル停留所）
6 - 8番のりばが会館西面の県庁通り（南行車線）に、「北のりば」が会館北側のターミナル通り（東行車線）にあるほか、会館の約80m北西・森ビル前の県庁通り（北行車線）に設置されたのりばを発着するバスもある。また、降車場が会館の約150m南東のターミナル南通り（両車線）にある。なお、1 - 5番のりばは欠番（旧構内発着場に附番されていた）。
6番のりば（一般路線バス下り便）
- アルピコ交通（通称・川中島バス）
  - 30 川中島古戦場・松代
  - 31快 丹波島橋南・大塚南
  - 32 運転免許センター・篠ノ井駅
  - 33 北原・篠ノ井高田 / 今井駅
  - 34 三本柳小学校
  - 35 丹波島橋南・稲里循環
  - 36 丹波島橋南・綱島
  - 37 田牧・さいなみ団地
  - 38 紙屋・大塚南
  - 70急 ループ橋・戸隠高原
  - 73 県道・戸隠中社宮前
  - 74 鬼無里
  - 75急 奥裾花自然園（季節運行）

7番のりば（一般路線バス下り便）
- アルピコ交通（通称・川中島バス）
  - 16 日赤・大塚南
  - 17 日赤・大塚南
  - 21 日赤・大塚南 / サンマリーンながの / 松岡
  - 22 犀北団地循環 / 伊勢宮・長野工業高校
  - 25 小市団地
  - 26 信州新町・大原橋 / 犀峡高校
  - 27 高府・初引
  - 79 川後・滝屋

8番のりば（高速バス）
- アルピコ交通および共同運行各社
  - 高速バス 新宿
  - 高速バス 池袋
  - 高速バス 京都駅（夜行便のみ）・大阪（阪急梅田）
  - 高速バス 名古屋
  - 高速バス 飯田
  - 高速バス 松本
  - 高速バス TDR・成田空港

北のりば（一般路線バス上り便・ぐるりん号）
- アルピコ交通（通称・川中島バス）
  - 各地発長野駅行き
  - 11 善光寺・宇木
  - 16 善光寺・若槻団地・若槻東条
  - 17 善光寺・西条・若槻東条
- ぐるりん号（停留所番号C-14）
  - C 市街地循環ぐるりん号（長野駅行き）

森ビル新館前のりば（一般路線バス通勤系統・乗合タクシー）
- アルピコ交通（通称・川中島バス）
  - 41 県庁前・合同庁舎・自治会館
  - 101 県庁前・市役所前
  - 102 県庁前・市役所前・文化学園前
  - 103 県庁前・合同庁舎・善光寺大門
- 長野市乗合タクシー（安茂里線）
  - 平柴台・杏花台・安茂里駅

降車場（八十二銀行本店別館前）
- アルピコ交通および共同運行各社
  - 高速バス降車場（新宿・池袋発、大阪発、名古屋発、飯田発、松本発、TDR・成田空港発）

降車場（長野MKビル前）
- アルピコ交通
  - 一般路線バス降車場（70急・73・74・75急・79系統）

### 構内発着場廃止以前の状況

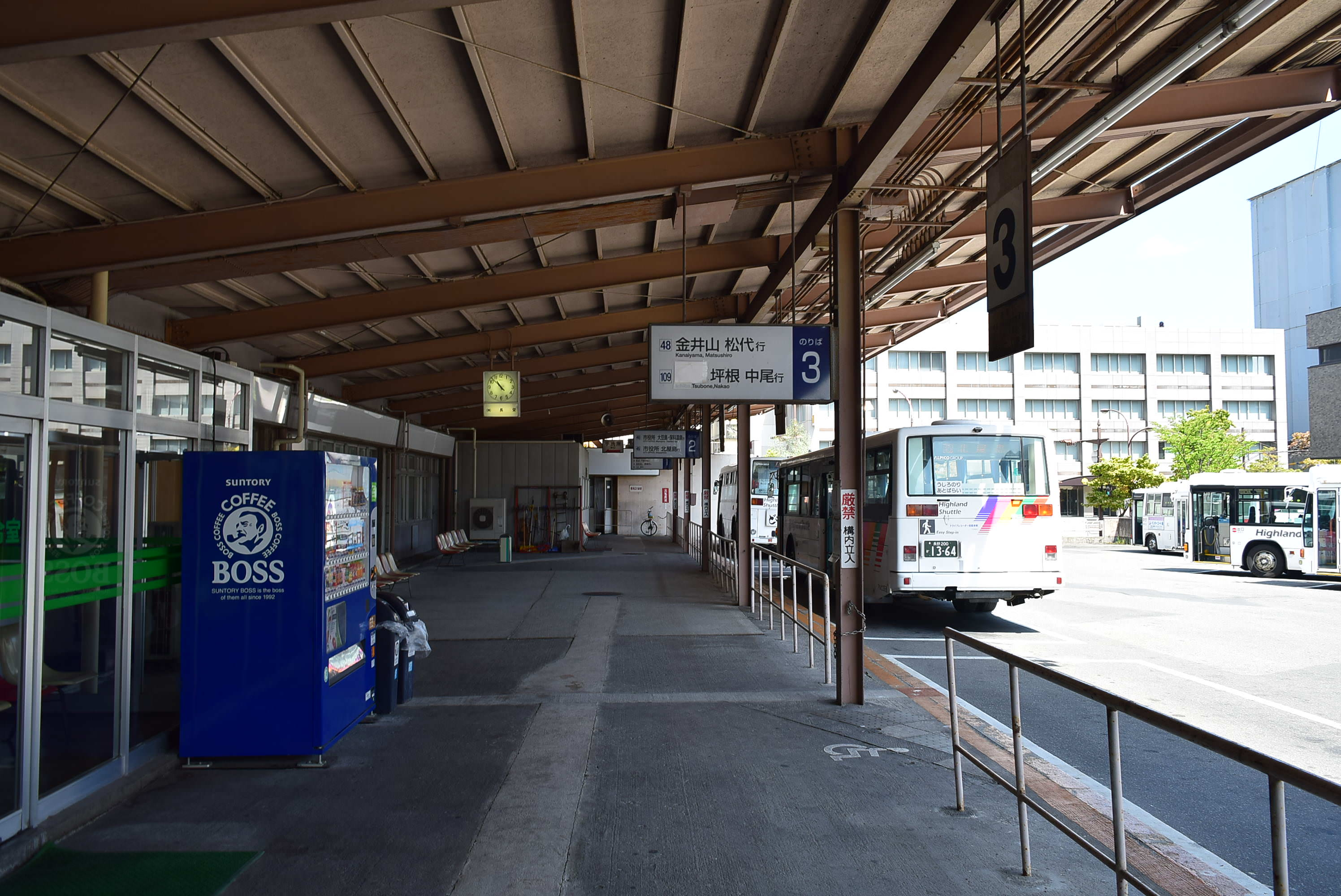
構内発着場廃止前の長野バスターミナルの構内（2017年）

1番のりば（長野市北西部・戸隠・鬼無里方面）
- アルピコ交通（通称・川中島バス）
  - 70急 ループ橋・戸隠高原
  - 73 県道・戸隠中社宮前
  - 74 鬼無里
  - 75急 奥裾花自然園（季節運行）
  - 79 川後・滝屋

2番のりば（長野市役所・長野市東部方面）
- アルピコ交通（通称・川中島バス）
  - 45 市役所・北屋島
- アルピコ交通（通称・川中島バス）・長電バス（共同運行）
  - 46 市役所・大豆島東団地・保科温泉

3番のりば
- アルピコ交通（通称・川中島バス）
  - 48 市役所・金井山・松代

4番のりば（長電バスの路線）
- 長電バス
  - 62 宇木・本町・東長野病院
  - 63 宇木・三才駅・市民病院・柳原

5番のりば（降車専用）
6番のりば（長野市南部方面）
- アルピコ交通（通称・川中島バス）
  - 30 川中島古戦場・松代
  - 31快 丹波島橋南・大塚南
  - 32 運転免許センター・篠ノ井駅
  - 33 北原・篠ノ井高田 / 今井駅
  - 34 三本柳小学校
  - 35 丹波島橋南・稲里循環
  - 36 丹波島橋南・綱島
  - 37 田牧・さいなみ団地
  - 38 紙屋・大塚南

7番のりば（日赤方面、長野市西部・小川村方面）
- アルピコ交通（通称・川中島バス）
  - 16 日赤・大塚南
  - 17 日赤・大塚南
  - 21 日赤・大塚南 / サンマリーンながの
  - 22 犀北団地循環 / 伊勢宮・長野工業高校
  - 25 小市団地
  - 26 信州新町・大原橋 / 犀峡高校
  - 27 高府・初引
  - 73 日赤・ビッグハット
  - 74 日赤・ビッグハット

8番のりば（アルピコ交通と共同運行会社が運行する高速バス）
- アルピコ交通および共同運行各社
  - 高速バス 新宿・池袋
  - 高速バス 京都駅（夜行便のみ）・大阪（阪急梅田）
  - 高速バス 名古屋
  - 高速バス 飯田
  - 高速バス 松本
  - 高速バス TDR・成田空港

北のりば（長野駅・善光寺・長野市北部方面および市街地循環ぐるりん号）
- アルピコ交通（通称・川中島バス）
  - 各地発長野駅行き（ぐるりん号を除く）
  - 11 善光寺・宇木
  - 16 善光寺・若槻団地・若槻東条
  - 17 善光寺・西条・若槻東条
- ぐるりん号（停留所番号C-14）
  - C 市街地循環ぐるりん号（長野駅行き）

森ビル新館前のりば（[長野県庁方面、乗合タクシー）
- アルピコ交通（通称・川中島バス）
  - 41 県庁前・合同庁舎・自治会館
  - 102 県庁前・市役所前・文化学園前
  - 103 県庁前・合同庁舎・善光寺大門
- 長野市乗合タクシー（安茂里線）
  - 平柴台・杏花台・安茂里駅

八十二銀行本店別館前
- アルピコ交通および共同運行各社
  - 高速バス降車場（新宿・池袋発、大阪発、名古屋発、飯田発、松本発、TDR・成田空港発）